# Logotroper Lehrertyp
Logotroper Lehrertyp (griechische Wortbildung: „der Wissenschaft zugewandter Lehrer“) ist ein Fachbegriff der Unterrichtslehre für einen Lehrer, dessen Charakter von wissenschaftlichem Interesse geprägt und dessen Lehrambitionen und Unterrichtsstil entsprechend vorrangig auf die Vermittlung seines Fachgebiets und von Kulturwissen ausgerichtet sind. Er steht als Lehrertypus im Kontrast zu dem sogenannten Paidotropen Lehrertypus, dessen Aufmerksamkeit sich eher der Persönlichkeit des Kindes- und Jugendlichen und dessen persönlicher Entwicklung zuwendet.

## Begriffsherkunft
Die Begriffsbildung „Logotroper Lehrertyp“ stammt von dem Heidelberger Erziehungswissenschaftler Christian Theobald Caselmann. Seit Ende der 1940er-Jahre entwickelte dieser aus seiner Arbeit als Leiter des Seminars für Studienreferendare in Stuttgart heraus eine Typologie des Lehrers, mit der er die weithin geltende monotypologische Lehrerbeschreibung des „Paidotropen Lehrers“ durch den Gegenpol des logotropen Typus ergänzte. In seinen Vorlesungen und Seminaren der Folgejahre als Hochschullehrer an der Universität Heidelberg differenzierte er seine Typologie unter dem Titel „Wesensformen des Lehrers“ und übertrug sie auch auf die akademische Lehrtätigkeit. Sein Bestreben war, zwischen Lehrkraft und Schülern, Dozent und Studenten ein persönliches „Meister–Jünger–Verhältnis“ zu entwickeln, das außer dem Studium in Klassenraum und Hörsaal auch auf gemeinsamen Wanderungen gepflegt werden sollte. Dabei ordnete er dem Meister aufgrund seines Bildungsvorsprungs die Führungsrolle zu.

## Charakteristik
Die Bezeichnung „Logotroper Lehrertyp“ sollte die spezielle Wesensart einer bestimmten Lehrerpersönlichkeit und die sich aus ihr folgerichtig ergebende bevorzugte Unterrichtsweise ausdrücken. Caselmann verstand unter dem logotropen Lehrer einen Fachexperten, der vorrangig an seinem Fach und der optimalen Weitervermittlung von dessen Wissensstand und Bildungswirkung interessiert ist. Der logotrope Lehrer ist nach Caselmann überzeugt von der Bedeutung und dem Kulturwert des von ihm vertretenen Sachgebiets und möchte möglichst viel von seinem Wissen darüber an seine Schüler weitergeben. Als vorrangiges Bildungsziel sieht er das Wecken von Begeisterung für die von ihm als wertvoll erachteten Inhalte und Kulturgüter.

## Pädagogische Problemlage
Durch sein vorrangiges Interesse an der Weitergabe des Kulturgutes tendiert der logotrope Lehrertyp eher zur Arbeit mit den fleißigen, intelligenten und für sein Fachgebiet aufgeschlossenen Schülern. Er vernachlässigt dabei leicht die schwächeren und nicht so sehr am Lernstoff interessierten, von sich aus motivierten Kinder und Jugendlichen und ihre Lernprobleme. Das Verhältnis zu seinen Schülern ist durchaus auf optimale Förderung bedacht, persönlich aber überwiegend distanziert-sachlich ausgerichtet. Er ist der Typus des Wissenschaftlers, der sich aufgrund seiner Interessenlage und langen Fachausbildung eher im sekundären und tertiären  Bildungssektor, also in den Weiterbildenden Schulen und Wissenschaftlichen Hochschulen, findet als im Primarbereich. Sein Bildungsziel und seine beruflichen Erfolge resultieren mehr aus dem Heranziehen in die eigene fachliche Ausrichtung orientierter Jünger, weniger aus dem Feld erzieherischer Ambitionen und Lernhilfen. Er wird im Blick seiner Schüler eher als ein Leistung fordernder, weniger als ein nachsichtiger und helfender Lehrertyp sichtbar.
Die Autoren Jean-Luc Patry und Richard Klaghofer befassen sich in einer Schweizer Studie mit der Einstellung der Öffentlichkeit zum „idealen Lehrer“. Nach dem Ergebnis ihrer Befragungen dürfe der ideale Lehrer nicht nur ein Be-Lehrender, ein didaktisch versierter Vermittler von Wissen und Fertigkeiten sein, sondern müsse daneben auch die Rolle des „Freundes, Feindes, Herausforderers, Verführers, Verweigerers, Zauberers“ einnehmen, d. h. in eine persönliche Interaktion mit seinen Schülern treten.
Beide von Caselmann dargestellte Ausprägungen von Lehrertypen werden schon von ihm selbst als Extremvarianten verstanden, zwischen denen der gute Pädagoge einen angemessenen Mittelweg finden muss, um als Lehrer erfolgreich sein zu können. Die Initiatoren der Studie zum idealen Lehrer, Patry und Klaghofer, stellen als Resümee ihrer Erhebungen fest:

„Der gute Lehrer müsse sich dabei sowohl mit dem Stoff und seinen Gesetzmässigkeiten als auch mit der Individualität des Schülers auseinandersetzen. Davon kann die Hypothese abgeleitet werden, dass der ideale Lehrer in hohem Ausmass sowohl logotrop als auch paidotrop ist. Logotrope bzw. sehr wissenschaftsorientierte Lehrer müssten demnach in der Bevölkerung als ideal angesehen werden. Es stellt sich aber die Frage, ob diese beiden Dimensionen (paidotrop und logotrop) voneinander unabhängig sind, bzw. ob nicht beispielsweise ein übermässiges Interesse am Stoff  das Bi1d vom "idealen Lehrer" (logotrope Orientierung) sich negativ auf die kindbezogenen Interaktionen auswirken könnte; angemessen wäre dann (je nach Situation) ein "Kompromiss" zwischen paidotroper und logotroper Orientierung.“